# Michael Landes
Pour les articles homonymes, voir Landes.
Michael Landes est un acteur américain né le 18 septembre 1972 dans le Bronx (New York, États-Unis).
Il est principalement connu pour son rôle du policier O'Malley dans la série fantastique Special Unit 2 ainsi que Jimmy Olsen dans la première saison de Loïs et Clark : Les Nouvelles Aventures de Superman.

## Biographie

### Enfance et débuts
Michael Landes naît dans le Bronx à New-York aux États-Unis de Patricia, une décoratrice d'intérieur et de Bernard Landes, un consultant marketing.

### Vie privée
Landes est marié à l'actrice Wendy Benson depuis le 21 octobre 2000. Ensemble, ils ont eu deux enfants, Mimi et Dominic.

## Filmographie

### Cinéma
- 1990 : An American Summer de James Slocum : Tom
- 1993 : When the Party's Over de Matthew Irmas : Willie
- 1996 : Dream for an Insomniac de Tiffanie DeBartolo : Rob
- 1996 : Edie & Pen de Matthew Irmas : Bellman
- 1998 : Getting Personal de Ron Burrus : Christopher DeMarco
- 2002 : Mission Évasion (Hart's War) de Gregory Hoblit : Maj. M.F. Giannetti
- 2003 : Destination finale 2 (Final Destination 2) de David Richard Ellis : Agent de police Thomas Burke
- 2004 : Beacon Hill de Michael Connolly et John Stimpson : Billy Dylan
- 2005 : Lucky 13 de Chris Hall : Seth
- 2008 : Possession de Joel Bergvall et Simon Sandquist : Ryan
- 2008 : Last Chance for Love de Joel Hopkins : Peter Turner
- 2008 : Papa, la Fac et moi (College Road Trip) de Roger Kumble : Donny
- 2008 : Harcelés (Lakeview Terrace) de Neil LaBute : Lt. Bronson
- 2009 : Sexe, Vengeance et Séduction (en) de Morgan J. Freeman : Billy Fletcher
- 2010 : My Girlfriend's Boyfriend de Daryn Tufts : Troy Parker
- 2010 : Love and Game (Just Wright) de Sanaa Hamri : Nelson Kaspian
- 2011 : Burlesque de Steve Antin : Greg
- 2011 : Eleven (11-11-11) de Darren Lynn Bousman : Samuel Crone
- 2012 : Best Man Down (en) de Ted Koland : Priest
- 2013 : Crush de Malik Bader : Dr. Graham
- 2014 : Soul Mates de Todd Portugal : Ben
- 2016 : The Disappointments Room de D. J. Caruso : Teddy
- 2016 : Gold de Stephen Gaghan : Binkert
- 2017 : L'Exécuteur (Shot Caller) de Ric Roman Waugh : Steve
- 2019 : La Chute du Président de Ric Roman Waugh : Sam Wilcox
- 2020 : Louxor de Zeina Durra :
- 2024 : Arthur the King de Simon Cellan Jones

### Télévision

#### Téléfilms
- 1995 : No Greater Love (film, 1996) (en) de Richard T. Heffron : George Winfield
- 1997 : Rescuers: Stories of Courage: Two Women (en) de Peter Bogdanovich : Rene Klien
- 2000 : Max Knight: Ultra Spy (en) de Colin Budds : Max Knight
- 2003 : Le Cadeau de Carole (A Carol Christmas) de Matthew Irmas : Jimmy
- 2004 : Americana de David Schwimmer : Ben
- 2005 : Peep Show de Andy Ackerman : Jonesy
- 2006 : Let Go de Bonnie Hunt : Nick Burton
- 2008 : Courtroom K de Anthony et Joe Russo : Pucker
- 2009 : The Last Days of Lehman Brothers (en) de Michael Samuels : Zach
- 2011 : Untitled Peter Knight Comedy Project de Neil Patrick Harris : Andrew
- 2014 : Angelus de Darren Lynn Bousman : Samuel Crone
- 2015 : Members Only (en) de R.J. Cutler : Malcolm
- 2017 : Linda from HR de ? : Dan Plugh

#### Séries télévisées
- 1988-1989 : Les Années coup de cœur (The Wonder Years) : Kirk McGray (6 épisodes)
- 1989 : Génération Pub : Michael jeune (épisode 10, saison 3)
- 1991 : Petite Fleur : Bobby (épisode 7, saison 1)
- 1991 : Les Nouvelles Aventures de Lassie (The New Lassie) : Bryan MacPherson (épisode 5, saison 2)
- 1990-1991 : Le Prince de Bel-Air : Chadney Hunt (4 épisodes)
- 1991-1992 : La Famille Torkelson (The Torkelsons) : Riley Roberts (6 épisodes)
- 1992 : Notre belle famille (Step by Step) : Mike 'The Mover' Walters: Mike Walters (épisode 8, saison 2)
- 1992 : CBS Schoolbreak Special : David Corbin / Michael Leland (2 épisodes)
- 1993 : Loïs et Clark : Les Nouvelles Aventures de Superman (Lois & Clark: The New Adventures of Superman) : Jimmy Olsen #1 (21 épisodes)
- 1994 : Les Anges gardiens : Paul Cooper (épisode 4, saison 1)
- 1995 : Courthouse (épisode 2, saison 1)
- 1995 : Too Something : Scott (7 épisodes)
- 1996 : Le Drew Carey Show : Blaine Bell (épisode 14, saison 1)
- 1997-1998 : Union Square : Michael (14 épisodes)
- 1999 : Providence : Tom Cromwell (épisode 8, saison 2)
- 2000 : La Famille Green (Get Real) : Steve Green (épisode 14, saison 1)
- 2001-2002 : Special Unit 2 : Détective Nicholas « Nick » O'Malley (19 épisodes)
- 2004 : Miss Marple (Agatha Christie's Miss Marple) : Bryan Eastley (épisode 3, saison 1)
- 2004 : Les Experts (CSI: Crime Scene Investigation) : Trent Reed (épisode 14, saison 4)
- 2005 : Les Experts : Miami (CSI: Miami) : Nick Marshall (épisode 17, saison 3)
- 2005 : Love Soup : Gil Raymond (6 épisodes)
- 2006 : Ghost Whisperer : Kyle McCall / Mac (épisodes 1 et 2, saison 2)
- 2007 : The Wedding Bells : David Conlon (4 épisodes)
- 2007 : My Boys : Evan (3 épisodes)
- 2008 : Hôtel Babylon (Hotel Babylon) : Earl Archer (épisode 3, saison 3)
- 2008 : Boston Justice (Boston Legal) : Leo Morris (épisode 14, saison 4)
- 2009 : The Ex List : Dr. Josh Dupinski (épisode 5, saison 1)
- 2009 : Flics toujours (New Tricks) : Leonard Kuziak (épisode 2, saison 6)
- 2010 : Material Girl : Marco Keriliak (6 épisodes)
- 2010 : Miranda : Danny (épisode 1, saison 2)
- 2012 : Maîtres et Valets (Upstairs Downstairs) : Casper Landry / Caspar Landry (3 épisodes)
- 2012 : Don't Trust the B---- in Apartment 23 : Scott (2 épisodes)
- 2013 : The Crazy Ones : Josh Hayes (épisode 6, saison 1)
- 2013 : Save Me : Tom Harper (8 épisodes)
- 2014 : Reckless : Cole Benjamin (1 épisode)
- 2015 : Stalker : Abraham (1 épisode)
- 2016 : Hooten & the Lady : Ulysse Hooten (8 épisodes)
- 2021 : Cruel Summer : Greg Turner
- 2024 : S.W.A.T. : Warden David Bennett (saison 8, épisode 3)

## Voix francophones
En France, Alexandre Gillet est la voix la plus régulière de Michael Landes depuis la série Loïs et Clark. Jean-François Cros, Xavier Béja et Philippe Valmont l'ont aussi doublé respectivement à trois et deux reprises.
Au Québec, l'acteur n'a pas de voix régulière.